# Berberich János
Berberich János (Dorog, 1884. május 16. – Marienberg, 1960) gazdálkodó, községi bíró. Berberich Jakab öccse.

## Életútja

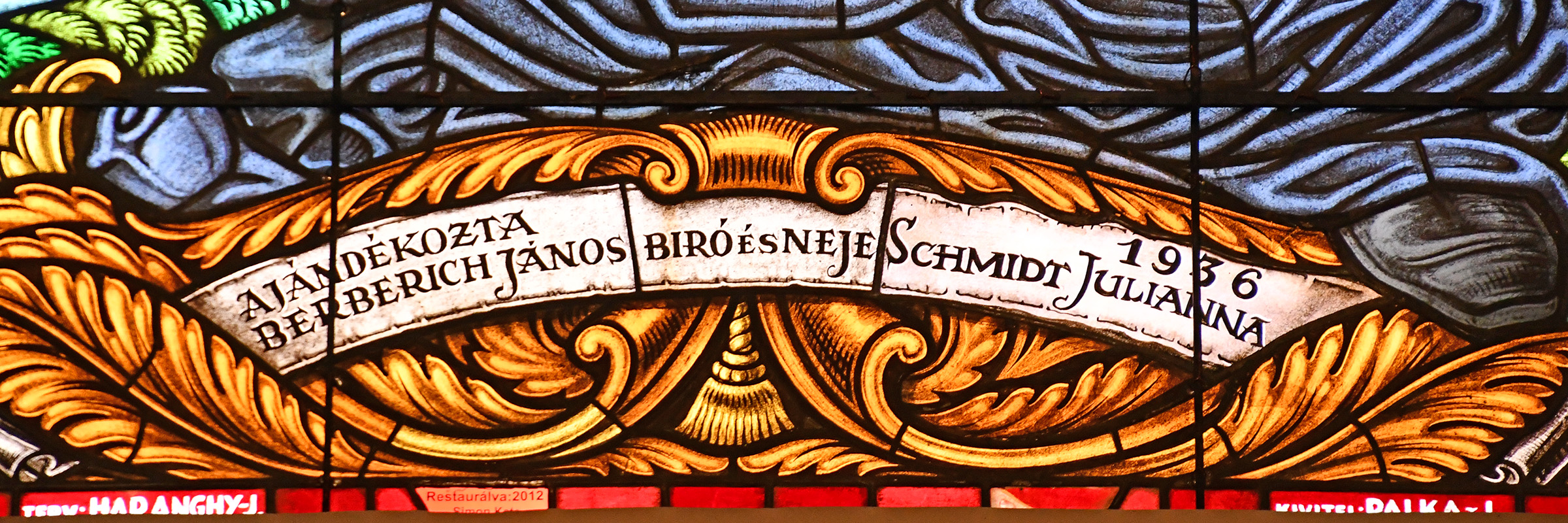
A dorogi római katolikus templom egyik ablaka, melyet 1936-ban Berberich János és Schmidt Julianna adományoztak

Berberich József és Karrer Katalin fiaként született. Iskolái elvégzését követően édesapja mellett gazdálkodott, majd 1905-ben önálló gazda lett és 30 holdon gazdálkodott. 1925-től a Dreher-sörgyár helybeli egyedárusítója lett, valamint lisztnagykereskedést is működtetett. Az első világháborúban az orosz fronton harcolt, itt megsebesült, később felmentették a szolgálat alól. 1922-ben tagja lett a községi képviselő-testületnek, 1933-tól pedig bíróként működött Dorogon. Tagja volt a frontharcosoknak és a gazdakörnek. 1947-ben kitelepítették, egykori házában kapott később helyet az OTP egyik fiókja. 
Első neje Graf Terézia, akivel 1904. október 11-én kötött házasságot Dorogon, tőle megözvegyült. 1934. május 4-én szintén Dorogon kötött házasságot második feleségével, Schmidt Juliannával, akinek első férje, Berberich József, hősi halált halt. Berberich János és Schmidt Julianna közösen adományozták a dorogi római katolikus templom egyik ólomüvegablakát.